# Nanobagrus armatus
Nanobagrus armatus is een straalvinnige vissensoort uit de familie van de stekelmeervallen (Bagridae). De wetenschappelijke naam van de soort is voor het eerst geldig gepubliceerd in 1902 door Vaillant.